# بانک اطلاعات اینترنتی فیلم بزرگسالان
بانک اطلاعات اینترنتی فیلم بزرگسالان (انگلیسی: Internet Adult Film Database) پایگاه دادهٔ آنلاین مربوط به صنعت پورنوگرافی: بازیگران، کارگردانان و فیلم‌های پورنوگرافی است.